# Thulin E
Thulin E – szwedzki samolot rozpoznawczy, zbudowany w 1916 roku w wytwórni lotniczej AB Thulinverken w Landskronie. Wyprodukowano krótką serię czterech maszyn, które służyły w lotnictwie szwedzkim do 1920 roku. Thulin E był pierwszą samodzielną konstrukcją zakładów AB Thulinverken.

## Historia i użycie
Po wybuchu I wojny światowej Riksdag podjął decyzję o zakupie czterech samolotów rozpoznawczych. Zamówienie zostało złożone w wytwórni lotniczej AB Thulinverken z siedzibą w Landskronie, która rozpoczęła prace projektowe nad dwumiejscową maszyną w układzie dwupłatu. Mimo zewnętrznego podobieństwa do niemieckiego Gotha LD.5, samolot nazwany Thulin E uznawany jest za pierwszą samodzielną konstrukcją zakładów AB Thulinverken. Zgodnie ze ówczesnymi standardami pilot siedział w tylnej kabinie, a obserwator w przedniej. 
Produkcja czterech zamówionych samolotów została ukończona wiosną 1916 roku. Po oblocie pierwsze dwa egzemplarze zostały dostarczone lotnictwu szwedzkiemu, gdzie otrzymały numery seryjne 26 i 30. Trzeci egzemplarz o numerze 32 został wyposażony w pływaki, a ostatni Thulin E otrzymał numer seryjny 36. Wszystkie cztery Thuliny E zostały wysłane na północ Szwecji, włączone do 2. Sekcji Lotniczej (szw. 2. Flygavdelningen), której zadaniem było patrolowanie granicy z Finlandią. Latem samoloty wyposażano w pływaki, a zimą w narty.
26 stycznia 1917 roku w katastrofie utracona została maszyna numer 32, a pozostałe trzy Thuliny E zostały skasowane w grudniu 1920 roku.

## Opis konstrukcji i dane techniczne
Thulin E był dwumiejscowym samolotem rozpoznawczym w układzie dwupłatu. Długość samolotu wynosiła 6,45 metra, a jego wysokość 3 metry. Rozpiętość skrzydeł wynosiła 11,4 metra, a powierzchnia nośna 32 m². Masa całkowita (startowa) samolotu wynosiła 785 kg. Napęd stanowił chłodzony powietrzem 9-cylindrowy silnik rotacyjny Thulin A o mocy 66 kW (90 KM).